# Alexander Lloyd (2e baron Lloyd)
Alexander David Frederick Lloyd, 2e baron Lloyd (30 septembre 1912 - 5 novembre 1985), est un homme politique conservateur britannique.

## Biographie
Il est le fils unique de George Lloyd (1er baron Lloyd), et de son épouse, Blanche Isabella (née Lascelles). Il succède à son père dans la baronnie en 1941 et prend place sur les bancs conservateurs de la Chambre des lords. Il sert sous Winston Churchill (un proche allié politique de son père) en tant que Lord-in-waiting (whip du gouvernement à la Chambre des lords) de 1951 à 1952 et en tant que sous-secrétaire d'État au ministère de l'Intérieur de 1952 à 1954, et sous Churchill et plus tard Anthony Eden comme sous-secrétaire d'État aux Colonies de 1954 à 1957.
Lord Lloyd épouse Victoria Jean Marjorie Mabell Ogilvy, fille de David Ogilvy (12e comte d'Airlie), en 1942. Ils ont un fils et deux filles:
- Davinia Margaret Lloyd (née le 13 mars 1943)
- Charles George David Lloyd (4 avril 1949 - 1974)
- Laura Blanche Bridget Lloyd (née le 7 mars 1960)

Lord Lloyd est décédé en novembre 1985, âgé de 73 ans. Comme son fils unique est décédé avant lui, la baronnie s'est éteinte à sa mort.